# 17-я танковая дивизия (вермахт)
17-я танковая дивизия (17. Panzer-Division) — тактическое соединение сухопутных войск вооружённых сил нацистской Германии. Принимала участие во Второй мировой войне. Сформирована в ноябре 1940 года, на основе 27-й пехотной дивизии.

## Боевой путь дивизии
17-я и 18-я танковые дивизии 47-го моторизованного корпуса форсировали Западный Буг на участке Зачопки, Мокраны и, не встречая большого сопротивления со стороны ошеломленных артиллерийским огнем подразделений 6-й стрелковой дивизии и частей, находившихся на строительстве укрепленного района, начали развивать наступление в направлениях Лыщицы и Мотыкалы.— Сандалов Л. М. Боевые действия войск 4-й армии в начальный период Великой Отечественной войны
С 22 июня 1941 года дивизия (в составе 47-го моторизованного корпуса 2-й танковой группы (командующий группы Гейнц Гудериан), группа армий «Центр») наступала через Белоруссию, затем Смоленск, в направлении на Москву. Участвовала в одном из крупнейших танковых сражений в районе Сенно, где и отличилась, захватив город и уничтожив за 1 день, 9 июля 1941 года около 100 устаревших советских танков Т-26 и БТ.
Из воспоминаний Гудериана , командира 2-й танковой группы.
Между тем выяснилось, что 17-я танковая дивизия южнее Орши натолкнулась на столь сильного противника, что оказалось нецелесообразным продолжать наступление дальше на восточном берегу с небольшого, только что захваченного предмостного укрепления.

Непосредственно перед фронтом предстоящего наступления 3-й танковой армии протяженностью в 23 км оборонялись части 11-й немецкой танковой дивизии, 26-й и 56-й пехотных дивизий при поддержке 62-го истребительно-противотанкового дивизиона САУ; кроме того, в полосе наступления армии отмечалось появление частей 17-й и 20-й танковых дивизий, не имевших собственных полос обороны.— Шеин Д. В.: Танки ведёт Рыбалко. Боевой путь 3-й Гвардейской танковой армии
В 1942 году — бои в районе Орла. В конце 1942 года — на Сталинградском направлении.
В 1943 году — в составе группы армий «Юг», бои на реке Миус. Осенью 1943 года дивизия отступила на Украину.
В 1944 году — бои на западной Украине, с осени 1944 — бои в южной Польше.
В 1945 году — дивизия отступила в Силезию, затем в Чехию. 10 мая 1945 года остатки дивизии взяты в советский плен.

## Состав дивизии
| В 1941 году: - 39-й танковый полк - 17-я стрелковая бригада - 40-й стрелковый полк - 63-й стрелковый полк - 17-й мотоциклетный батальон - 27-й разведывательный батальон - 27-й артиллерийский полк - 27-й противотанковый артиллерийский дивизион - 27-й сапёрный батальон | В 1943 году: - 39-й танковый полк - 40-й моторизованный полк - 63-й моторизованный полк - 27-й артиллерийский полк - 17-й разведывательный батальон - 27-й противотанковый артиллерийский дивизион - 297 зенитный артиллерийский дивизион - 27-й сапёрный батальон - 27-й батальон связи - 17-й полевой запасной батальон |

## Вооружение
На 22 июня 1941 года в штате числилось 202 танка (основу тогдашнего танкового парка вермахта составлял вооружённый 37-мм пушкой средний Pz.III), в начале июля в боях на Оршанском направлении действовало около 180 машин. Летом 1942 года пополнилась 50 Pz.III и его более мощным собратом Pz.IV. В октябре 1942-го в строю осталось всего 30 танков, а после окончания боев под Сталинградом, в феврале 1943-го только 6. В июле 1943 года, во время боев под Курском (непосредственно в этом сражении дивизия не участвовала, находясь в резерве 24-го танкового корпуса) насчитывалось 4 Pz.II, 29 Pz.III, 32 Pz.IV и 2 трофейных советских Т-34. В ноябре 1944 года была пополнена 80 Pz.IV и Pz.V («Пантера»).

## Командиры дивизии
- С 1 ноября 1940 — генерал-лейтенант Ханс-Юрген фон Арним (тяжело ранен 27 июня 1941)
- С 28 июня 1941 — генерал-майор Иоганн Штрайх (и.о.)
- С 7 июля 1941 — генерал-майор Карл риттер фон Вебер (и.о, тяжело ранен 17 июля и умер 20 июля 1941)
- С 17 июля 1941 — генерал-майор Вильгельм риттер фон Тома (и.о.)
- С 15 сентября 1941 — генерал-лейтенант Ханс-Юрген фон Арним
- С 11 ноября 1941 — генерал-майор Рудольф-Эдуард Лихт
- С 10 октября 1942 — генерал-майор (с мая 1943 — генерал-лейтенант) Фридолин фон Зенгер унд Эттерлин
- С 16 июня 1943 — генерал-лейтенант Вальтер Шиллинг (убит 20 июля 1943)
- С 21 июля 1943 — генерал-майор Карл-Фридрих фон дер Меден
- С 20 сентября 1944 — полковник Рудольф Демме
- С 2 декабря 1944 — полковник Альберт Брукс (17 января 1945 — ранен и взят в советский плен)
- С 30 января 1945 — генерал-майор Теодор Кречмер

## Награждённые Рыцарским крестом Железного креста

### Рыцарский Крест Железного креста (25)
- Йозеф Гречманн, 11.08.1941 — обер-фельдфебель, командир взвода 6-й роты 40-го стрелкового полка
- Ханс-Юрген фон Арним, 04.09.1941 — генерал-лейтенант, командир 17-й танковой дивизии
- Курт Бёттхер, 04.09.1941 — майор, командир 1-го дивизиона 27-го артиллерийского полка
- Ганс Градль, 15.11.1941 — майор, командир 1-го батальона 39-го танкового полка
- Курт Куно, 18.01.1942 — полковник, командир 39-го танкового полка
- Эрих Кайзер, 26.02.1942 — обер-лейтенант, командир 6-й роты 39-го танкового полка
- Конрад Рехнитц, 12.08.1942 — лейтенант резерва, командир 2-й роты 27-го противотанкового артиллерийского дивизиона
- Отто Бюзинг, 21.11.1942 — оберстлейтенант, командир 39-го танкового полка
- Фридрих Линденберг, 30.01.1943 — обер-лейтенант, командир 5-й роты 63-го моторизованного полка
- Карл Прёлль, 30.01.1943 — капитан, командир 2-го батальона 63-го моторизованного полка
- Вальтер Генрих, 08.02.1943 — оберстлейтенант, командир 40-го моторизованного полка
- Фридолин фон Зенгер унд Эттерлин, 08.02.1943 — генерал-майор, командир 17-й танковой дивизии
- Гюнтер Корссен, 08.02.1943 — капитан, командир батальона 39-го танкового полка
- Хельмут Фоке, 26.03.1943 — капитан, командир 2-го батальона 40-го моторизованного полка
- Вильгельм Лехнер, 15.06.1943 — фельдфебель, командир взвода 5-й роты 40-го моторизованного полка
- Вальтер Шиллинг, 28.07.1943 — генерал-лейтенант, командир 17-й танковой дивизии
- Иоганн Гёттлер, 01.09.1943 — обер-фельдфебель, командир взвода 6-й роты 63-го моторизованного полка
- Франц фон Менц, 22.09.1943 — майор, командир 40-го моторизованного полка
- Макс Клювер, 12.10.1943 — капитан резерва, командир 1-го батальона 40-го моторизованного полка
- Людвиг Бекманн, 26.10.1943 — обер-вахмистр, передовой наблюдатель 2-й батареи 27-го артиллерийского полка
- Вернер Пич, 16.11.1943 — капитан резерва, командир 6-й роты 39-го танкового полка
- Йозеф Рюгер, 07.03.1944 — капитан резерва, командир 2-го батальона 63-го моторизованного полка
- Ганс Трёгер, 04.05.1944 — генерал-майор, командир 17-й танковой дивизии
- Фридрих-Фердинанд принц цу Шлезвиг-Гольштейн-Зондербург-Глюксбург, 22.02.1945 — майор Генерального штаба, командир 40-го моторизованного полка
- Теодор Кречмер, 08.03.1945 — полковник, командир 17-й танковой дивизии

### Рыцарский Крест Железного креста с Дубовыми листьями (2)
- Герман Зайтц (№ 140), 31.10.1942 — оберстлейтенант, командир 63-го моторизованного полка
- Альберт Брукс (№ 504), 24.06.1944 — полковник, командир 40-го моторизованного полка